# 9490 Gosemeijer
9490 Gosemeijer eller 1181 T-1 är en asteroid i huvudbältet som upptäcktes den 25 mars 1971 av den nederländsk-amerikanske astronomen Tom Gehrels och det nederländska astronomparet Ingrid van Houten-Groeneveld och Cornelis Johannes van Houten vid Palomarobservatoriet. Den är uppkallad efter amatörastronomen Henny Gosemeijer.
Asteroiden har en diameter på ungefär 8 kilometer.